# Edificio Olympo
El Edificio Olympo es un rascacielos en la ciudad de Santa Cruz de Tenerife (Islas Canarias, España). Terminado en 1975, tiene 19 plantas y se eleva a 57 metros de altura. Se encuentra en la Plaza de la Candelaria, no muy lejos de otros rascacielos, como las Torres de Santa Cruz y el Rascacielos de la avenida Tres de Mayo. Tiene una arquitectura innovadora y distintiva. Su uso principal es: residencial, oficinas y centro comercial.  